# Freddy Bichot
Freddy Bichot (Château-Gontier, Mayenne, 9 de setembre de 1979) és un ciclista francès, professional entre 2003 i 2012.
En el seu palmarès destaquen l'Étoile de Bessèges de 2005 i dues edicions dels Boucles de la Mayenne.

## Palmarès
- 2002
  - 1r als Boucles de la Mayenne i vencedor d'una etapa
  - 1r al Val d'Ille Classic
  - Vencedor d'una etapa del Tour de la Manche
  - Vencedor d'una etapa del Tour del Tarn-et-Garonne
- 2005
  - 1r a l'Étoile de Bessèges i vencedor d'una etapa
- 2008
  - 1r als Boucles de la Mayenne
- 2009
  - 1r als Boucles del Sud Ardecha
  - Vencedor d'una etapa del Tour de Normandia
  - Vencedor d'una etapa del Tour de Valònia
  - Vencedor d'una etapa de la París-Corrèze
- 2012
  - 1r al Trophée des Champions

### Resultats al Tour de França
- 2007. 102è de la classificació general
- 2008. 135è de la classificació general

### Resultats al Giro d'Itàlia
- 2004. Abandona (10a etapa)
- 2005. Abandona (14a etapa)

### Resultats a la Volta a Espanya
- 2006. Fora de control (5a etapa)
- 2010. Abandona (9a etapa)